# جاكوب أبوت كامينغز
جاكوب أبوت كامينغز (بالإنجليزية: Jacob Abbot Cummings)‏ هو مدرس أمريكي، ولد في 1773، وتوفي في 1820.

## معرض صور

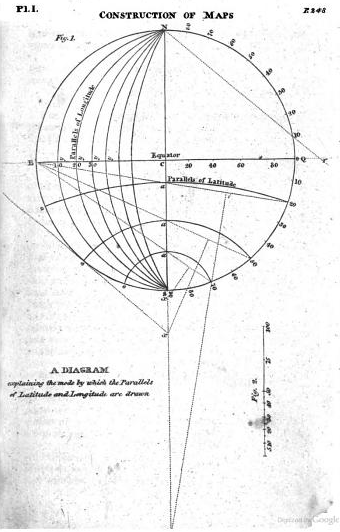
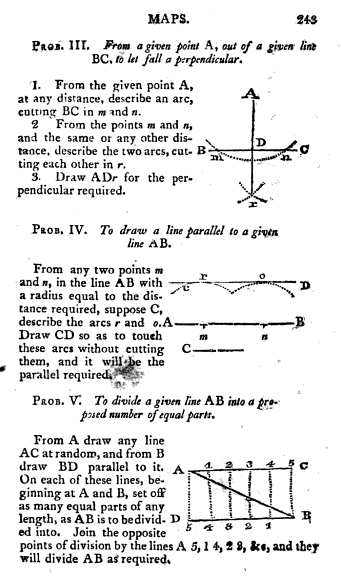
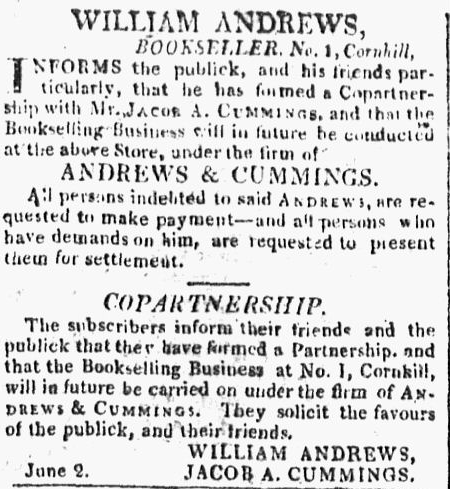
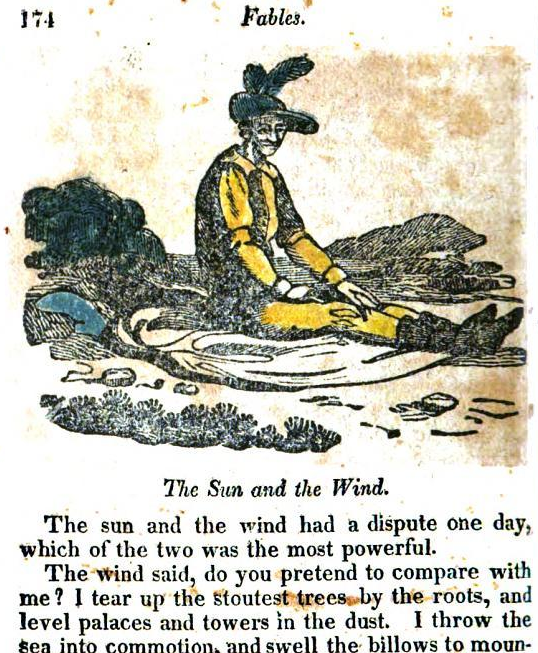
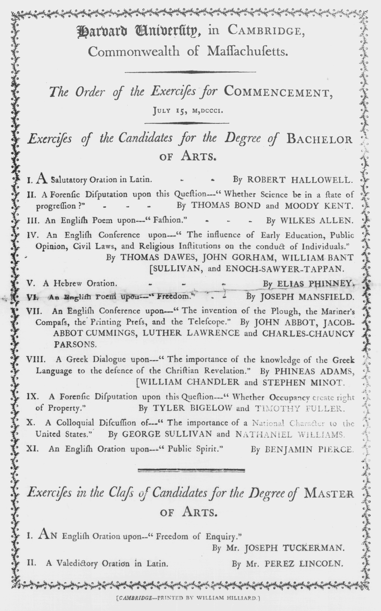